# Royston (Georgia)
Royston – miasto w Stanach Zjednoczonych, w stanie Georgia, w hrabstwie Franklin.